# Sax (singolo)
Sax è un singolo della cantante britannica Fleur East, pubblicato il 6 novembre 2015 come primo estratto dal primo album in studio Love, Sax and Flashbacks.

## Descrizione
Descritto dalla critica specializzata come un brano dance pop e funk, Sax implementa nel ritornello un riff di sassofono tratto dal singolo del 1978 Shake Your Body (Down to the Ground) dei Jackson 5.

## Promozione
In madrepatria la cantante ha tenuto la prima esibizione dal vivo del brano all'inaugurazione delle luci di Natale nella Oxford Street il 1º novembre 2015. Il successivo 8 novembre l'ha eseguito a X Factor.
Con Sax la cantante ha fatto inoltre il suo debutto televisivo negli Stati Uniti il 25 maggio 2016 alla finale della ventiduesima stagione di Dancing with the Stars. Il giorno seguente si è esibita con la canzone al Late Late Show di James Corden.

## Video musicale
Il video musicale, diretto da Colin Tilley, è stato reso disponibile il 26 novembre 2015 sul canale YouTube della cantante.

## Tracce
Testi e musiche di Fleur East, Edvard Førre Erfjord, Henrik Michelsen, James Abrahart e Camille Purcell.
1. Sax – 3:56

## Successo commerciale
Nella classifica britannica il brano ha debuttato al numero 3 con 60 551 copie distribuite, segnando la prima top ten della cantante.

## Classifiche

### Classifiche settimanali
| Classifica (2015-16) | Posizione massima |
| -------------------- | ----------------- |
| Australia            | 25                |
| Austria              | 41                |
| Belgio (Fiandre)     | 25                |
| Belgio (Vallonia)    | 51                |
| Francia              | 200               |
| Germania             | 42                |
| Irlanda              | 5                 |
| Paesi Bassi          | 35                |
| Polonia              | 50                |
| Regno Unito          | 3                 |
| Spagna               | 55                |
| Ungheria             | 14                |

### Classifiche di fine anno
| Classifica (2015) | Posizione |
| ----------------- | --------- |
| Regno Unito       | 87        |